# Girov
Girov es una comuna ubicada en el distrito de Neamț, Rumania.

## Superficie
Posee una superficie de 68,57 kilómetros cuadrados.

## Demografía
Hasta 2021 la población era de 4760 habitantes, con una densidad de población de 69,42 habitantes por kilómetro cuadrado.